# بلطيمورية
بَلْطِيمُورِيَة أو بَلْتِيمُورِيَة (الاسم العلمي: Baltimora)، جنس نباتات مُزهرة من فصيلة النجمية.
الأنواع
- Baltimora geminata - المكسيك، أمريكا الوسطى، الهند الغربية، أمريكا الجنوبية
- Baltimora recta - جميل الرأس - المكسيك، أمريكا الوسطى، أمريكا الجنوبية